# Uretra bulbare
L'uretra bulbare, detta anche uretra bulbomembranosa, ventrale o ampollare, è la parte mediana dell'uretra maschile, che decorre interamente nella metà ventrale del pene. Lunga circa 10 cm a riposo, si estende dal bulbo uretrale di Kobelt del perineo fino al meato uretrale esterno, ed è interamente circondata dalla sezione ventrale del corpo uretrale (costituito dalla zona dei dotti parauretrali, dai corpi cavernosi e dal corpo spugnoso uretrale). Costituisce la prima e più prossimale porzione dell'uretra spugnosa o peniena.
È caratterizzata dalla presenza di innumerevoli recessi, le lacune uretrali di Morgagni, che ospitano migliaia di piccole ghiandole uretrali e periuretrali, con funzione lubrificante, antibatterica e nel campo della pre-eiaculazione. Alcune importanti strutture di questo segmento sono l'ampolla uretrale, la fossa del bulbo, i seni uretrali di Morgagni, le creste uretrali e tutte le ghiandole bulbouretrali.

## Nomi
Nei manuali, l'uretra bulbare viene anche chiamata con i seguenti nomi: uretra bulbosa, bulbomembranosa, bulbospugnosa, bulbospongiosa, bulbolacunosa, bulbocavernosa, bulboampollare, ampollare, ampollosa. Notare che il termine "uretra ampollare" si riferisce anche all'uretra posteriore (preprostatica, prostatica e membranosa), a causa della presenza delle ampolle deferenziali.
Considerando invece la classificazione più comune dell'uretra, viene identificata con la porzione chiamata uretra mediana, intermedia, intraperineale, perineale o ventrale.
Alcuni manuali la classificano infine come uretra peniena interna, superiore, prossimale, posteriore o retrorograda, oppure (cambiando il sistema di riferimento) come uretra pelvica inferiore, distale, anteriore o anterograda.

## Anatomia

### Descrizione o classificazione
L'uretra bulbare è la parte mediana dell'uretra maschile, nonché il tratto anteriore dell'uretra peniena. Ha origine presso il bulbo dell'uretra, posto di fronte al diaframma urogenitale, e si estende lungo tutta la sezione ventrale peniena, fino al punto in cui le radici del pene lasciano spazio al corpo del pene, che fuoriesce all'esterno. È circondata e sostenuta dalla struttura nota come corpo uretrale, che comprende in sé la regione dei dotti parauretrali, i due corpi cavernosi e il corpo spugnoso, o spugna uretrale maschile; la porzione anteriore è avvolta dal muscolo bulbospugnoso ed è posta in prossimità di due muscoli minori (muscolo uretrale e bulboglandulare). La presenza del corpo uretrale non solo permette l'erezione e sostiene la struttura del pene, ma comprime l'uretra per evitare che la minzione possa avvenire nella fase di eccitazione. In stato di riposo, con il pene flaccido, l'uretra spugnosa designa una cospicua curva assimilabile ad una semiconoide o ad un arco tondo, nota come arco bulbare o uretroperineale; il suo raggio si riduce durante l'erezione, che allunga e distende l'intera uretra spugnosa in modo notevole. Questo segmento uretrale è del tutto pelvico, e decorre completamente nel perineo; ha origine dalla parte fallica del seno urogenitale, e il suo pavimento uretrale prende il nome di parete uretrale perineale. Come ogni altro segmento, contiene ed è circondata da un complesso labirintico di ghiandole uretrali e parauretrali, il cui numero complessivo è dell'ordine delle migliaia; inoltre include minuscole creste uretrali, tra cui spiccano i frenuli della cresta uretrale e la cresta del bulbo uretrale. Le ghiandole e i dotti principali di questo segmento sono costituiti dalle ghiandole di Littré, intraepiteliali, bulbouretrali (di Cowper e bulbomembranose) e otricolari bulbari; sono per gran parte avvolte da tessuto spugnoso uretrale. In questo segmento si aprono le Piccole Lacune o seni uretrali di Morgagni, diverticoli maggiori del pavimento inferiore allineati e costituiti da grappoli di ghiandole di Littré, che proseguono dall'ampolla dell'uretra fino alla fossa navicolare.
Questo tratto di canale viene in genere suddiviso in due porzioni minori, più per la posizione rispetto al diaframma urogenitale che per un'effettiva differenza di composizione tissutale:
- Uretra bulbare ampollare o craniale o cervicale o bulbomembranosa: la sezione compresa tra la testa del bulbo uretrale e il primo tratto dell'arco bulbare; di fatto corrisponde all'ampolla uretrale nella sua interezza, e misura in media 3,8 - 5,1 cm.[45][46][6] Riceve i dotti pre-eiaculatori provenienti dalle ghiandole bulbouretrali: le due strutture più prominenti, dette ghiandole accessorie, sboccano ai lati dell'ampolla uretrale; le due strutture minori, dette ghiandole diaframmatiche, sono invece collocate nello sfintere uretrale esterno presso l'uretra membranosa, ma riversano il proprio secreto nell'uretra bulbare.[47][40][48][49] Questa sezione include in sé anche la cresta del bulbo, la fossa del bulbo e le ghiandole del bulbo membranoso.[17][39][40]
- Uretra bulbare lacunare o caudale o bulbolacunosa: la sezione compresa tra la coda dell'ampolla uretrale e l'inizio della metà dorsale peniena, ove le radici del pene lasciano spazio al corpo del pene, che emerge all'esterno. Misura in media 6 cm (5 - 7 cm);[50][51][48][7] la presenza delle lacune uretrali di Morgagni è molto evidente in questo tratto.[17][39][41]

Esiste anche una classificazione molto più complessa dell'uretra bulbosa, basata su quali sezioni del pene attraversa. Risulta particolarmente utile nello studio dei casi di ipospadia ed epispadia. Designa i seguenti tratti:
- Uretra perineale o ampollare: il trattoche attraversa l'ampolla uretrale; misura circa 3,8 - 5,1 cm e riceve i numerosi dotti di Cowper.
- Uretra scrotale: la sezione che si spinge fino alla base dell'angolo peno-scrotale, decorrendo nascosta dallo scroto; misura circa 5 cm (4 - 6 cm).
- Uretra penoscrotale: l'ultimo, breve tratto che termina nel il punto in cui il pene fuoriesce all'esterno del corpo; misura circa 1 cm.

Si distinguono inoltre due sezioni del pavimento uretrale perineale, secondo la posizione rispetto al diaframma urogenitale:
- Faccia superiore dell'uretra bulbare o volto dell'ampolla uretrale: il pavimento superiore, situato immediatamente al di sotto del trigono urogenitale, fin dalla base avvolto dai corpi cavernosi dell'uretra.[47][48]
- Faccia inferiore dell'uretra bulbare o ventre dell'ampolla uretrale: il pavimento inferiore, ove si collocano la cresta del bulbo uretrale e gli orifizi dei dotti parauretrali provenienti dalle ghiandole di Cowper accessorie.[47][48]

### Dimensioni

#### Lunghezza a riposo
La lunghezza dell'uretra bulbare a riposo (vescica vuota e pene flaccido) non è univoca nell'adulto, al contrario mostra variazioni molto ampie, che dipendono da vari fattori: anzitutto le dimensioni del pene. In linea di massima, il dato medio si attesta a circa 10 cm, ma in realtà può variare liberamente tra i 7 cm e i 15 cm. Queste misure sono state comprovate da varie indagini su centinaia di volontari, effettuate in situazione di riposo mediante sonografia e l'uretrografia . Nella grande maggioranza dei casi, l'uretra bulbare e l'uretra distale hanno la stessa lunghezza, dal momento che la metà ventrale del pene dovrebbe corrispondere simmetricamente alla metà dorsale. Tuttavia, in alcuni individui è possibile che l'uretra bulbare superi in lunghezza quella distale o, più raramente, che l'uretra distale sia il tratto più lungo; la misura di entrambe è infatti stimata a 10 cm ciascuna, ma di fatto varia tra i 7 cm e i 15 cm.
Alcuni studi distinguono la lunghezza delle due sezioni che compongono questo segmento uretrale. In particolare, la lunghezza del tratto ampollare è in genere stimata a 4 cm oppure 3 - 5 cm; tuttavia, un'indagine più approfondita su centinaia di volontari ha identificato un intervallo medio più elevato, pari a 3,8 - 5,1 cm. Al suo interno, la fossa intrabulbare misura in genere 2 cm, ma questo dato oscillare tra 1,5 cm e 4 cm. Anche la lunghezza della parte lacunare è molto variabile: si assesta solitamente sui 5 - 7 cm, con una media di circa 6 cm, ma può variare tra i 4 cm e i 10 cm.

#### Elasticità longitudinale
L'uretra bulbare possiede una notevole elasticità longitudinale, che consente un allungamento importante senza il rischio di rotture e senza particolari dolori, anche in caso di importanti trazioni meccaniche. Queste variabili vengono sempre scartate durante le misurazioni, che sono effettuate in condizioni di totale riposo. In particolare, l'uretra bulbare subisce una distensione notevole durante il fenomeno dell'erezione; l'entità ammonta in genere a 5 - 10 cm, con una media di 6,7 - 7,2 cm, ma di fatto varia notevolmente da individuo a individuo.

#### Diametro e pervietà del lume
L'uretra bulbosa è ristretta e scarsamente dilatabile; escludendo la fossa del bulbo, il diametro medio ammonta in genere a 6 mm, ma in alcuni individui può raggiungere anche i 7 mm. L'elasticità latitudinale, ovvero la possibilità di allargamento, è molto scarsa, a differenza di quella longitudinale che è soggetta al fenomeno dell'erezione; il lume non può essere dilatato molto oltre il centimetro. In situazione di riposo, il lume è quasi virtuale, apparendo come una fessura nella circostante regione periuretrale; durante l'erezione tuttavia si distende, divenendo cilindrico, e viene ulteriormente ampliato durante l'emissione della pre-eiaculazione e dell'eiaculazione. La presenza delle innumerevoli lacune uretrali, che ospitano migliaia di piccole ghiandole uretrali e periuretrali, contribuisce a renderlo sconnesso, benché la dimensione e la profondità delle lacune sia fortemente variabile; lo stesso vale per le fessure note come creste uretrali. Il primissimo tratto dell'uretra bulbare, appena prima del bulbo uretrale, è estremamente stretto (lume di 4 - 5 mm), poiché conserva le caratteristiche dell'uretra membranosa. Un punto di cospicuo slargamento è costituito dal bulbo uretrale, che presenta un lume di 10 - 14 mm presso la fossa del bulbo uretrale, e di 10 - 12 mm presso la restante testa dell'ampolla uretrale.

#### Nel neonato
Nel neonato l'uretra bulbare misura già quasi come quella di una donna adulta, con una media di 2,5 cm (di fatto variabile tra i 2 cm e i 3,5 cm), per un diametro di circa 4 mm.

### Caratteristiche peculiari
Il primissimo tratto dell'uretra bulbare, a foggia di cuneo e lungo pochi mm, è fortemente ristretto (4 - 5 mm), conservando le caratteristiche dell'uretra membranosa, ma si allarga molto rapidamente per formare l'ampolla uretrale. Nella prima parte dell'uretra bulbare si osserva un'ampia dilatazione: la fossa del bulbo uretrale o fossa intrabulbare, formata a spese della parete anteriore; è più sviluppata negli individui anziani, e corrisponde all'apice della curva soprapubica. La lunghezza della fossa ammonta in media a 2 cm, ma può di fatto variare tra 1,5 cm e 4 cm, mentre il diametro è molto ampio, e va dai 10 mm dei punti più ristretti (alle estremità) ai 14 mm del punto più largo (il ventre centrale). Nella sezione anteriore di questa zona sono contenute le ghiandole del bulbo membranoso, e le quattro ghiandole di Cowper riversano il proprio secreto attraverso molteplici dotti da entrambi i lati; ivi si colloca anche la cresta del bulbo.
Il tratto di uretra compreso tra il bulbo membranoso e il primo tratto dell'arco bulbare è noto come ampolla uretrale o calice uretrale, e ha la forma di una clava o di un calice. La testa (o cranio) dell'ampolla, detta cervice uretrale, è notevolmente dilatata e di forma vagamente sferica; corrisponde di fatto alla fossa del bulbo. La coda dell'ampolla, invece, comprende tutta la porzione anteriore del bulbo uretrale e si estende in direzione anterograda rastremando velocemente, fino a coincidere con il tratto più prossimale dell'uretra bulbare. La cervice uretrale ampollare risulta molto ampia, contenendo la fossa bulbare, e il suo diametro medio ammonta a 10 - 12 mm nel complesso; la parte caudale è invece ristretta, con un lume di 6 - 7 mm. La lunghezza dell'ampolla uretrale coincide di fatto con quella dell'uretra bulbare caudale, stimata a 4 cm oppure 3 - 5 cm; indagini effettuate su numerosi volontari hanno però mostrato un range medio pari a 3,8 - 5,1 cm.  L'ampolla uretrale è completamente circondata dai corpi uretrali e dal muscolo bulbolacunoso del perineo, i cui spasmi durante l'erezione e l'eccitazione consentono l'allargamento del bulbo e impediscono sia la minzione sia il reflusso di urina e secrezioni uretrali. Il termine ampulla indica la funzione di questa struttura di raccogliere in modo omogeneo l'urina e le secrezioni sessuali (pre-eiaculazione ed eiaculazione) per poi riversarle nel successivo tratto di uretra lacunosa.
Come ogni altro segmento uretrale, l'uretra bulbare presenta varie fessure, rivolte verso la parete esterna: si tratta di pliche mucose erettili, chiamate creste uretrali o rughe uretrali. Nel tratto penieno queste creste risultano minuscole e poco significative se paragonate a quelle presenti nell'uretra anteriore, e sono talora considerate vestigia; appaiono tuttavia un po' più consistenti presso l'ampolla uretrale. La più importante di queste strutture è la cresta del bulbo uretrale, situata all'interno della fossa bulbare. La sua entità è fortemente variabile (avvalorando l'ipotesi che si tratti di una vestigia), passando da individui in cui è atrofizzata e quasi impercettibile senza una distensione, ad altri in cui si estende per tutta la fossa del bulbo o addirittura per l'intera ampolla uretrale. È in genere collocata in posizione mediana e centrale nella fossa, nel punto più profondo e centrale; il diametro e l'altezza ammontano in genere ad 1 - 1,5 mm, mentre la lunghezza è sensibilmente variabile: la media ammonta a 13 - 17 mm ma di fatto può andare da soli 3 mm a quasi 50 mm (estendendosi anteriormente oltre le estremità della fossa). Durante l'erezione e l'eccitazione la cresta, composta di fibre muscolari allungate e tessuto erettile, si gonfia e si distende notevolmente, impedendo la minzione e il reflusso retrogrado di urina e secrezioni sessuali.
Diversi studi paragonano la cresta del bulbo alla cresta uretrale superiore situata nell'uretra prostatica. Presso la cresta del bulbo, infatti, spesso si collocano gli orifizi dei dotti di Cowper, ovvero i fori da cui sboccano i numerosi dotti parauretrali (in media 40) provenienti dalle ghiandole bulbouretrali accessorie. Questa caratteristica rimanda per certi versi al verumontanum o collicolo seminale, nella cui prossimità sboccano i 2 - 4 dotti eiaculatori provenienti dalle ampolle deferenziali (l'uretra intraprostatica presenta, inoltre, gli orifizi di molte decine di dotti prostatici). Occorre però precisare che non sempre i dotti bulbouretrali sfociano nelle vicinanze della cresta: in alcuni individui sboccano infatti in modo disordinato, lungo tutto il pavimento dell'ampolla uretrale.
Un'ultima struttura di rilievo è costituita dai frenuli della cresta uretrale o funicoli uretrali: due (talora anche tre) diramazioni della cresta uretrale superiore, che si biforca a livello dell'uretra membranosa posteriore. Queste fessure vanno allontanandosi l'una dall'altra man mano che aumenta la distanza percorsa, fino a collocarsi agli estremi opposti dell'uretra (nel caso siano tre, una piega va a collocarsi in posizione mediana). In linea di massima, il loro spessore all'ingresso del bulbo membranoso ammonta a 2 mm, ma si riduce rapidamente finché i frenuli non vengono del tutto assorbiti nel pavimento uretrale perineale.). La loro lunghezza (a riposo) in questo tratto di canale è molto variabile, ma in genere percorrono 4 - 5 cm prima di fermarsi, un'estensione paragonabile a quella dell'intera ampolla uretrale; esiste tuttavia una consistente variabilità: da individui in cui si fermano all'inizio della fossa bulbare, appena superata l'uretra membranosa, ad altri in cui si estendono per l'intera uretra bulbare, anche oltre 10 cm. Sono composti di fibre muscolari allungate e tessuto erettile, e durante l'eccitazione contribuiscono ad evitare il reflusso retrogrado delle secrezioni sessuali, nonché dell'urina.

### Epitelio ghiandolare
L'uretra bulbare è caratterizzata dalla notevole presenza di ghiandole uretrali e periuretrali, il cui numero complessivo è dell'ordine delle migliaia.
Le strutture più rilevanti che sboccano in questo segmento uretrale sono le ghiandole e i dotti bulbouretrali o di Cowper. Sì tratta di quattro ghiandole parauretrali esocrine, a loro volta composte da un aggregato di molte piccole ghiandole mucose e condotti, che svolgono un ruolo essenziale nell'ambito della pre-eiaculazione.
La prima coppia di ghiandole del sistema di Cowper è costituita dalla ghiandole diaframmatiche o trigonali, situate a livello del diaframma urogenitale, su entrambi i lati dell'uretra membranosa. Sono comprese entro il muscolo compressore dell'uretra dello sfintere uretrale esterno, circondate dalle fibre muscolari uretraciniche del diaframma. Sono in relazione lateralmente con il canale muscolare dell'uretra esterna, e nella parte mediana con il muscolo contralaterale dell'uretra. Ciascuna di queste ghiandole ha indicativamente le dimensioni di un pisello sativo, con un diametro di 3 - 7 mm (in media 5 mm) nel giovane, e riversa il proprio secreto nella testa anteriore dell'ampolla uretrale, grazie ad un sistema di 12 - 30 dotti parauretrali paralleli e lunghi in genere 2,5 - 4 cm (con una media di circa 3 cm).
La seconda e più rilevante coppia di ghiandole del sistema Cowper è costituita dalle ghiandole accessorie, dette anche ghiandole ampollari, bulbari o bulbouretrali maggiori, collocate in uno stroma fibromuscolare nella zona periuretrale alla base del corpo spugnoso uretrale. Sono avvolte da due piccoli muscoli di forma anulare, il muscolo uretrale e il muscolo bulboglandulare; si trovano ai lati del bulbo di Kobelt, nei pressi dei crura penis che da esso si dipartono verso il pube. Vengono dette accessorie in quanto fanno parte delle principali ghiandole sessuali accessorie dell'apparato genitale maschile (insieme alla prostata e alle vescicole seminali). Queste ghiandole sono sensibilmente più voluminose di quelle diaframmatiche, con un diametro medio di 10 mm ma di fatto variabile tra 7 mm e 14 mm nel giovane; tendono ad ingrandirsi sensibilmente negli anziani o in caso di iperplasia. La loro forma è lobulata verso l'alto, e ricorda quella di una pera; riversano il proprio secreto nel pavimento inferiore dell'ampolla uretrale mediana, spesso in corrispondenza della cresta del bulbo, grazie ad un complesso sistema di circa 40 ghiandole e dotti parauretrali.
Il fatto che queste ghiandole emettano un liquido lubrificante durante l'eccitazione ha indotto vari scienziati a considerarle l'omologo delle ghiandole di Bartolino della vagina, nonostante la loro natura e collocazione sia radicalmente diversa (inoltre, le due ghiandole di Bartolino sono notevolmente più piccole e non composite).
Ciascuna delle quattro ghiandole principali presenta una struttura complessa e composita, paragonabile a quella della prostata sebbene più semplificata e in scala ridotta. Pertanto è possibile distinguere alcune aree di rilievo:
- La zona centrale, simile ad un tronco di cono, è attraversata per tutta la sua lunghezza dai condotti parauretrali (che decorrono solo in questa porzione del tessuto ghiandolare bulbouretrale e sboccano nel calice dell'uretra).[114][115][116]
- La zona periferica o delle ghiandole periuretrali[117][118][119] è la porzione più consistente del tessuto ghiandolare, anch'essa a tronco di cono o a coppa, e costituisce circa il 75% del volume complessivo. Ricca di un denso stroma fibromuscolare, è in rapporto con tutte le altre regioni. La sua sporgenza verso l'alto, in direzione caudale, forma il lobo superiore della ghiandola.[114][115][116]
- Lo stroma fibromuscolare anteriore costituisce gran parte della faccia anteriore; la sua forma è assimilabile ad un cuneo o ad un cono rovesciato.[114][115][116]

Nel denso stroma fibromuscolare di ogni ghiandola si collocano numerose ghiandole parauretrali mucose, di piccole dimensioni, chiamate ghiandole tubulo-otricolari bulbouretrali, o semplicemente ghiandole otricolari bulbouretrali. Appartengono alla categoria della ghiandole tubulo-alveolari ramificate, e la loro struttura è simile a quella delle ghiandole otricolari prostatiche o delle ghiandole otricolari minori (presso l'utricolo prostatico). La loro forma è nel complesso irregolarmente conica, a base periferica e apice rivolto verso l'uretra; si apre in direzione anticaudale. Il numero di queste ghiandole è variabile; in genere, nel giovane le due ghiandole diaframmatiche presentano un sistema ramificato e labirintico di 12 - 30 dotti e ghiandole periuretrali, con una media di 20. Sempre nel giovane, le due ghiandole accessorie sono costituite da una media di 40 dotti e ghiandole, ma di fatto questo dato è molto variabile: da individui con un totale di 30 a individui in cui questo numero supera le 60 unità. Nell'anziano il numero delle ghiandole otricolari e dei relativi condotti tende a crescere, poiché le ghiandole bulbouretrali aumentano di volume e sono spesso soggette a fenomeni di iperplasia, con formazione di corpi amilacei (proprio come accade per la prostata).
Una caratteristica peculiare delle ghiandole otricolari bulbouretrali è che sono collegate fra loro da un complesso sistema di molti tubuli cavi, chiamati anche dotti minori, che formano una struttura fortemente ramificata e labirintica, paragonata da alcuni manuali ad un albero dai molti rami o ad un corallo. Ciascuna ghiandola è in realtà una struttura composita (lobulo), costituita da decine di microlobuli provvisti di minuscole papille, che riversano il proprio secreto in tanti piccoli tubuli che confluiscono nei più grandi condotti: i diverticoli tubulari od otricolari, dotti parauretrali, uno per ciascuna ghiandola. Questi canali corrispondono di fatto ai tubuli maggiori o dotti pre-eiaculatori, che attraversano il parenchima della ghiandola (cioè la zona periferica), fino all'esterno. Qui i dotti preseminali, pur rimanendo sempre separati, si avvicinano e si riuniscono in un coppo (fascio) per ciascuna ghiandola, che prosegue fino al punto in cui sboccano. I dotti delle ghiandole diaframmatiche sono spessi e molto lunghi (in genere 2,5 - 4 cm, in media circa 3 cm) poiché devono attraversare tutti i foglietti del diaframma urogenitale inferiore, sbucando dalla sua faccia inferiore per poi sboccare all'inizio dell'ampolla uretrale. Qui escono dal pavimento uretrale in modo simmetrico ma disordinato lungo la cervice dell'ampolla, riversando il proprio secreto nella faccia anteriore del calice uretrale. I dotti delle ghiandole accessorie sono più numerosi ma anche più brevi e sottili di quelli diaframmatici; attraversano lo stroma fibromuscolare e i muscoli uretrale e bulboglandulare, dirigendosi dalla base del corpo spugnoso uretrale fino alla faccia inferiore dell'uretra bulbare, ove sboccano. Gli orifizi dei dotti bulbouretrali sono spesso collocati ai lati o in prossimità della cresta del bulbo, ma potrebbero anche affiorare in modo disordinato lungo tutto il pavimento del calice uretrale. In genere la loro lunghezza non supera i 2 cm, inoltre non sono strutturati in coppi.
Indipendentemente dalla ghiandola, il lume dei dotti periuretrali ha un'ampiezza molto variabile, mentre il contorno è irregolare. I microlobuli sono costituiti da epitelio cilindrico, semplice o pseudostratificato, e sono avvolti da un plesso di capillari; soprattutto negli anziani, possono contenere aggregati di colloide di natura iperplastica, noti come corpi amilacei. Le cellule che li compongono hanno grandi nuclei basali sferici, e nella porzione apicale si ritrovano vescicole secretorie; tra le cellule secernenti, si trovano cellule neuroendocrine. I piccoli tubuli che si dipartono dai microlobuli (diverticoli otricolari) sono rivestiti da un singolo strato di cellule epiteliali, di tessuto cilindrico semplice, mentre i dotti di Cowper in cui essi confluiscono sono costituiti da epitelio cilindrico a più strati; si evidenzia un duplice strato di cellule: cubiche nella porzione basale e cilindriche in quella laminare. Ciascun lobulo è inoltre circondato da una sottile membrana fibrosa nota come capsula lobulare bulbouretrale mentre i dotti uretrali sono avvolti da un sottile strato di epitelio ghiandolare colonnare, fintanto che attraversano lo stroma fibromuscolare interno.
Ogni ghiandola è avvolta da una capsula fibroelastica, nota come capsula bulbouretrale, paragonabile a quella che avvolge la prostata e con funzione protettiva. È composta di fibre muscolari scheletriche: per le ghiandole diaframmatiche sono le fibre dello sfintere uretrale esterno (nello specifico il compressore dell'uretra), per quelle accessorie sono le fibre dei muscoli uretrale e bulboglandulare. L'epitelio prevalente delle quattro ghiandole varia da cubico semplice a colonnare semplice. Dalla capsula partono dei setti rigidi che delineano decine di zone, attraversate dai tubuli e dai dotti parauretrali, ognuna delle quali contiene una singola ghiandola otricolare (cisterna).
In aggiunta alle quattro ghiandole bulbouretrali maggiori, il sistema di Cowper include molteplici ghiandole mucose disseminate lungo il calice dell'ampolla uretrale, in prevalenza nella fossa del bulbo: le ghiandole del bulbo membranoso, chiamate anche ghiandole bulbouretrali minori, ghiandole uretrali minori o piccole ghiandole di Cowper. La caratteristica peculiare di queste ghiandole è che la loro struttura, funzione e composizione ricorda fortemente quella delle ghiandole di Cowper vere e proprie, a tal punto che alcune di esse sono a loro volta costituite di lobuli e raggiungono dimensioni considerevoli. Questa somiglianza è presente anche nelle ghiandole prostatiche aberranti verso la prostata, o nelle ghiandole vestibolari minori femminili verso le due ghiandole di Bartolino. In linea di massima, il bulbo uretrale ospita una media di 30 ghiandole bulbouretrali minori, ma questo numero è molto variabile: in alcuni individui vi sono solamente 10 unità, in altri più di 40. In altri ancora, si individuano due ghiandole maggiori di forma sferoidale, composte di vari lobuli e paragonabili alle ghiandole bulbouretrali vere e proprie; a volte sono le uniche ghiandole presenti, in altri casi sono collocate insieme alle altre. Le dimensioni di queste ghiandole uretrali sono soggette ad una forte variabilità: le ghiandole più piccole sono microscopiche, mentre il diametro di quelle più rilevanti (composite) supera il millimetro; le due ghiandole più voluminose, qualora siano presenti, possono raggiungere i 3 mm. 
Le ghiandole del bulbo uretrale sono per la maggior parte intraepiteliali: ghiandole uretrali vere e proprie, collocate nelle lacune di Morgagni del pavimento uretrale stesso, che riversano il proprio secreto nell'ampolla uretrale attraverso i dotti uretrali. Tuttavia alcune di esse possono collocarsi in prossimità dell'uretra o al suo esterno, circondandola con una struttura fortemente ramificata di dotti parauretrali che sboccano nel calice dell'uretra attraverso lacune meno evidenti; le ghiandole di questo tipo sono dette uretrali profonde, periuretrali o parauretrali. Queste ghiandole tendono a collocarsi per la maggior parte nella fossa del bulbo uretrale (la testa dell'ampolla), spesso sulla faccia inferiore dell'uretra bulbare; tuttavia, possono essere riscontrate anche nel tratto successivo (la coda dell'ampolla) o, più raramente, anche nel tratto distale dell'uretra membranosa (la sezione esterna al diaframma urogenitale).
La struttura di queste ghiandole è affine a quella delle ghiandole bulbouretrali maggiori: una capsula fibroelastica di fibre muscolari scheletriche, epitelio interno da colonnare semplice a cubico semplice. Le ghiandole periuretrali sono avvolte dal muscolo uretrale e bulboglandulare, qualora siano prossime alle ghiandole accessorie, oppure da semplice stroma fibromuscolare.
Alcuni dotti periuretrali delle ghiandole più esterne alla parete (extraepiteliali) possono unirsi ai coppi principali provenienti dalle ghiandole diaframmatiche, aumentandone l'entità.